# Striłecza
Striłecza (ukr. Стрілеча) – wieś na Ukrainie, w obwodzie charkowskim, w rejonie charkowskim, w hromadzie Łypci. W 2001 liczyła 1637 mieszkańców. Miejscowość została zdobyta przez Rosjan na wczesnym etapie inwazji na Ukrainę. Wojska ukraińskie odbiły ją kilka miesięcy później w ramach kontrofensywy w obwodzie charkowskim. 10 maja 2024 wojska rosyjskie ponownie zajęły wieś w ramach ofensywy charkowskiej.